# Yaggai Co
Yaggai Co (kinesiska: Yagen Cuo, 雅根错) är en sjö i Kina. Den ligger i den autonoma regionen Tibet, i den sydvästra delen av landet, omkring 390 kilometer norr om regionhuvudstaden Lhasa. Yaggai Co ligger 4 872 meter över havet. Arean är 108 kvadratkilometer. Den sträcker sig 16,5 kilometer i nord-sydlig riktning, och 10,7 kilometer i öst-västlig riktning.